# Teorema de desplazamiento exponencial
En matemáticas, el teorema de desplazamiento exponencial es un teorema  sobre operadores diferenciales polinómicos (operadores-D) y funciones exponenciales. Permite eliminar una función exponencial, del operador diferencial ¨D¨, cuando ésta se está multiplicando con otra bajo el operador diferencial.
El teorema establece que, si P(D) es un polinomio D-operador, entonces, para cualquier función diferenciable ¨y¨, se tiene que:
{\displaystyle P(D)(e^{ax}y)\equiv e^{ax}P(D+a)y.}
Para demostrar este resultado, se procede por inducción. Nótese que sólo el caso especial:
{\displaystyle P(D)=D^{n}}
necesita ser probado, ya que el resultado general del polinomio puede intuirse fácilmente por la linealidad del operador diferencial.
El resultado es claramente cierto para n = 1 , por lo tanto:
{\displaystyle D(e^{ax}y)=e^{ax}(D+a)y.}
Ahora se supone que el resultado es cierto para n=k, eso significa que:
{\displaystyle D^{k}(e^{ax}y)=e^{ax}(D+a)^{k}y.}
Entonces,
{\displaystyle {\begin{aligned}D^{k+1}(e^{ax}y)&\equiv {\frac {d}{dx}}\{e^{ax}(D+a)^{k}y\}\\&{}=e^{ax}{\frac {d}{dx}}\{(D+a)^{k}y\}+ae^{ax}\{(D+a)^{k}y\}\\&{}=e^{ax}\left\{\left({\frac {d}{dx}}+a\right)(D+a)^{k}y\right\}\\&{}=e^{ax}(D+a)^{k+1}y.\end{aligned}}}
Esto completa la demostración.
El teorema de desplazamiento también puede ser aplicado para el inverso multiplicativo del polinomio característico P(D):
{\displaystyle {\frac {1}{P(D)}}(e^{ax}y)=e^{ax}{\frac {1}{P(D+a)}}y.}

## Relacionado
Hay una versión similar del teorema de desplazamiento para las transformadas de Laplace ({\displaystyle t<a}):
{\displaystyle e^{-as}{\mathcal {L}}(f(t))={\mathcal {L}}(f(t-a)).}

## Ejemplos
El teorema de desplazamiento exponencial puede usarse en casos específicos para acelerar el cálculo de derivadas de un orden más alto de funciones que están dadas por el producto de una función exponencial y otra función arbitraria. Por ejemplo, si uno tiene una función de la forma:
{\displaystyle f(x)=\sin(x)e^{x}} , entonces su tercera derivada puede calcularse de la siguiente manera:
{\displaystyle D^{3}f=D^{3}(e^{x}\sin(x))=e^{x}(D+1)^{3}\sin(x)=e^{x}(D^{3}+3D^{2}+3D+1)\sin(x)=e^{x}(-\cos(x)-3\sin(x)+3\cos(x)+\sin(x))}
Otra aplicación del teorema de desplazamiento exponencial es para encontrar las soluciones generales de ecuaciones diferenciales con coeficientes constantes de cualquier orden, en base a la construcción del polinomio característico basado en el operador diferencial y luego la ultilización de las raíces o ceros del mismo para expresar la solución de la ecuación como una combinación lineal de funciones exponenciales con estas raíces multiplicadas por la variable independiente en el exponente de cada una de las exponenciales.